# Vinckeplatz
Der Vinckeplatz in Duisburg-Ruhrort ist nach Ludwig Freiherr von Vincke (1774–1844) benannt, der 1813 Zivilgouverneur zwischen Weser und Rhein und 1816 Oberpräsident der Provinz Westfalen und Direktor der Ruhrschifffahrtsverwaltung wurde. Vincke erwarb sich als Reformer große Verdienste um den Ausbau der Ruhrorter Häfen.

## Anlage
Die Verkehrsinsel zwischen Hafen-, Kruse-, Dr.-Hammacher- und Carpstraße nahe dem teilweise zugeschütteten Werfthafen und dem Vinckekanal hat auf der dreieckigen Grünanlage eine Ehrensäule mit der Skulptur der Felicitas Publica, einem Neuguss von 1962 des Originals von Christian Daniel Rauch (1777–1857). Auf einer 7,5 Meter hohen Granitsäule mit bronzenem korinthischem Kapitell steht die Bronzefigur mit einem Füllhorn im Arm, das Glück und Wohlstand für das Gemeinwesen symbolisieren soll.
Das Original war 1845 auf der Mole zwischen Kaiserhafen und Hafenkanal (entspricht dem heutigen Vinckekanal) in Höhe der Schifferbörse errichtet worden. Ab 1925 stand es auf dem Vinckeplatz, bis es 1941 für die Rüstungsproduktion eingeschmolzen wurde. 1962 wurde die Figur zunächst an der Eisenbahnbassinbrücke wieder aufgebaut, 2003 kehrte sie schließlich an den Vinckeplatz zurück.

## Umgebung
Nahe dem Vinckeplatz stehen das Tausendfensterhaus und die Eduard-Carp-Schule, heute eine Zweigstelle der Gesamtschule Ruhrort.
Am Platz beginnt auch die Dr.-Hammacher-Straße. Sie ist nach Friedrich Hammacher (1824–1904) benannt, einem Reichstagsabgeordneten für den Wahlkreis Duisburg-Mülheim, der 1888 zum Ehrenbürger von Ruhrort ernannt wurde.